# Роберт Свіні
Роберт Огастес Свіні (англ. Robert Augustus Sweeney; нар. 20 лютого 1853, Монтсеррат — пом. 19 грудня 1890, Квінз) — американський військовослужбовець, рядовий матрос ВМС США. Один з 19 військовослужбовців США — двічі кавалерів Медалі Пошани — удостоєних найвищої відзнаки за проявлений героїзм. Свіні, один з чотирнадцяти нагороджених, які отримали дві медалі Пошани за дві різні події, хоча жоден з його подвигів не був здійснений у бойових умовах, а лише в мирний час. Роберт Свіні єдиний двічі кавалер вищої нагороди — афроамериканець.

## Біографія
Роберт Огастес Свіні народився 20 лютого 1853 року на карибському острові Монтсеррат, що належав Британській короні. Вступив на військово-морську службу в Нью-Джерсі. 26 жовтня 1881 року він служив рядовим матросом на есмінці «Кірсадж». Того дня, коли «Кірсардж» стояв на якорі в Гемптон-Роудс, матрос Е. М. Крістоверсон впав з штормтрапа, прикріпленої до нижньої стріли корабля, у воду. Невміння Крістоверсона плавати в поєднанні з сильною приливною течією і неспокійним морем призвело до того, що він швидко почав тонути. Побачивши це, Свіні без вагань стрибнув за борт і поплив йому на допомогу. У паніці Крістоверсон вхопився за Свіні і потягнув його під воду. Тому вдалося вирватися, але його схопили і потягли під воду вдруге. Тоді один з офіцерів «Кірсарджа», кадет-мічман Джон Б. Бернадон, пірнув у воду і поплив на допомогу чоловікам. Разом Свіні і Бернадон змогли утримати Крістоверсона на плаву і, коли товариші по службі кинули їм мотузку, витягли його назад на борт корабля. За цей вчинок Суїні був нагороджений своєю першою Медаллю Пошани через шість днів, 1 листопада 1881 року.
Вранці 20 грудня 1883 року навчальний корабель «Джеймстаун» стояв у доках Бруклінської військово-морської верфі, коли він змінив місце стоянки і став поруч з «Янтіком», на якому проходив службу Роберт Свіні. У другій половині дня, приблизно о 16:15, хлопчик на ім'я Ей Джордж з «Джеймстауна» впав за борт з дошки між «Джеймстауном» і «Янтіком». У судновому журналі «Янтіка» зазначено, що він «ймовірно, потонув би, якби не швидкі дії з боку Р. А. Свіні з цього корабля і одного з членів екіпажу „Джеймстауна“ (Дж. В. Норріса), який стрибнув за борт, щоб допомогти йому». Лист, що рекомендував Свіні та Норріса до нагородження медалями Пошани, написав командир «Джеймстауна», командер Аллен Д. Браун.
Роберт Свіні помер 19 грудня 1890 року у віці 37 років і похований на кладовищі Голгофа у Квінзі, штат Нью-Йорк, у невідомій могилі.